# Gärsnäs
Gärsnäs – miejscowość (tätort) w Szwecji, w regionie administracyjnym (län) Skania, w gminie Simrishamn.
Według danych Szwedzkiego Urzędu Statystycznego liczba ludności wyniosła: 1094 (31 grudnia 2015), 1093 (31 grudnia 2018) i 1080 (31 grudnia 2019).